# Самійло Самусь
Самійло Іванович Самусь (1656 — бл. 1713) — військовий діяч, колонізатор Правобережної України кінця XVII — початку XVIII століття, полковник Вінницький (1685—1699) та Богуславський (1685–1713), наказний гетьман (1693–1704), один з керівників повстання під назвою «Друга Хмельниччина» — гетьман Правобережної України (1702–1704). Його соратниками по боротьбі були полковники Семен Палій, Захар Іскра і Андрій Абазин.

## Біографія
Ймовірно, народився на Переяславщині в середині 1650-х років (принаймні, ще у 1703 тут мешкали його рідні, зокрема рідний брат). Хоча, можливо, походив із Вінниччини — зважаючи на те, що протягом певного часу очолював Вінницький (Кальницький) полк.
Очевидно, в 1670-х — першій половині 1680-х років Самійло, син Івана, перебував на Запорозькій Січі, де й отримав прізвисько «Самусь».

### Вінницький полк
Ймовірно, на Правобережну Україну запорожець Самусь прийшов влітку 1684 разом з Семеном Палієм, коли той, після участі у Віденській битві, повернувся на Правобережжя, поповнивши свої загони досвідченими запорожцями.
Масовий перехід козацтва на безлюдний внаслідок подій «Руїни» правий берег Дніпра був спричинений закличними універсалами правителя Речі Посполитої Яна III Собеського, який гуртував козаків навколо ідеї боротьби з Османською імперією та Кримським ханством.
У лютому 1685 сейм Речі Посполитої затвердив спеціальну конституцію (постанову) про повернення козацтву «їхніх прадавніх вільностей, свобод і привілеїв» і дозвіл осаджувати спустошені землі Правобережжя. Одним із таких листів скористався Самусь, який наважився відродити Вінницький (Кальницький) козацький полк. 1688 року волинська шляхта вже відзначала на своєму сеймику: «… Козаків незносна лічба в Київськім і Брацлавськім воєводствах». 1692 року урядовці Речі Посполитої бідкалися, що Вінницький полк «густо заселений», а отже, там можуть вдатися до «свавільств».
Зусиллями Самуся 1689 року його козацький полк (припускають, що спершу він очолював Вінницький, а потім Богуславський полк) нараховував близько тисячі осіб, з яких 164 козаки входило до реєстру козацького війська, підпорядкованого Речі Посполитій. Старшина полку складалася з осавула, писаря, хорунжого, обозного та трьох сотників (отже полк мав три сотні), сотенних осавулів і хорунжих.
У жовтні 1689 р. 93 козаки на чолі зі Самусем брали участь в одному з походів війська Речі Посполитої на чолі з коронним гетьманом Станіславом Яблоновським.

### Наказний гетьман
Треба відзначити, що полк Самуся протягом 1686—1699 років брав участь у більшості військових операцій армії Речі Посполитої проти Османської імперії та залежного від неї Кримського ханства. Так саме завдяки самусевим козакам королівський комісар Дружкевич у вересні 1691 року заволодів міцно укріпленою османською фортецею Сороки. У 1692 році 700 кіннотників та у 1693 році 400 піхотинців на чолі з Самусем знову допомагали полякам утримати цей важливий оборонний пункт на території Молдавського князівства. 1691 року козаки Самуся самостійно ходили на Білгород, взяли у «турків возів 50 і самих турків немало». А в 1694 році Самусь з козаками «під Сорокою залишається, ходив на села гетьмана ханського (Стецика. — Т. Ч.) і зруйнувавши їх, тим значну користь приніс» — повідомляв короля Речі Посполитої його секретар Д. Вільчек. У червні 1695 року правобережні полки на чолі з Самусем здійснили похід на Дубосари, під час якого зруйнували османську фортецю і захопили значні трофеї.
Надійність і безвідмовність полковника Самуся у військових справах спонукає Яна III Собеського призначити його гетьманом Війська Запорозького на Правобережній Україні. Очевидно, що це сталося на початку 1693 року, адже 27 лютого він повертався із зустрічі з королем, на якій, мабуть, і був затверджений наказним гетьманом.
Тактика на співпрацю з урядом Речі Посполитої проти османів і татар забезпечує відносну оборону населення Правобережжя від наїздів ординців, а також дає змогу Самусеві значно поповнювати полкову скарбницю. Адже майже кожен бойовий виїзд козаків оплачувався владою Речі Посполитої. Про це дуже красномовно свідчить «Щоденник військових видатків С. Яблоновського в 1693—1696 рр.», відшуканий нами в одному з архівосховищ Польщі. Протягом 1693 р. Самусь чотири рази їздив до великого коронного гетьмана за «уконтенуванням» своїх козаків.
Окрім того, козаки Самусевого полку отримували гроші за привезених полонених татар і османів (16.IV — три татарина; 9.VIII — один; 29.ІХ — один; 14.Х — два), за перемогу над татарськими загонами (5.ІХ) та за відомості військового характеру й доставку листів (9.VI; 16.VI; 1.VII; 20.VII; 19.IX; 5.XII). Всього у 1693 року коронний гетьман оплатив козакам Вінницького полку 5 372 талери. У січні того ж року С.Яблоновський наказував Самусеві, щоб той переманював до себе козаків Палія з метою ослабити «свавільний» полк. Однак Самусь не поспішав з виконанням цього наказу, хоча у березні наступного року був змушений взяти участь у поході регіментаря Б. Вільги проти фастівського полковника.
Таким чином, протягом 1694 року козаки Вінницького полку отримали 2043 талери. У тому ж році півтисячі кіннотників з полку Самуся було внесено до реєстрових списків, які нараховували 2 000 козаків, що перебували на утриманні Речі Посполитої.
Згідно з щоденниковими відомостями, початок 1695 р. відзначився тим, що «від Самуся гетьмана сотник з 12 козаками привели 2 татар під Кам'янцем взятих». Вони були винагороджені 437 тал. З 9 до 13 серпня з відомостями від наказного гетьмана Правобережної України у С.Яблоновського перебував сотник Рубан з сімома козаками. 5 вересня за платою приїжджав ще один сотник Самуся на ім'я Максим. А наприкінці року, 30 грудня, його козаки відзначилися тим, що привели до коронного гетьмана трьох полонених османів. За 1695 р. з скарбниці С.Яблоновського козакам було виплачено 1 819 тал.
Окрім того, у квітні 1695 року сенатська комісія Речі Посполитої ухвалила рішення виплатити правобережному Війську Запорозькому 27858 злотих. Це було здійснено 10 жовтня того ж року згідно з «Плати і барви Війську Козацькому, яке прийшло з поля у 1696 р.» для 2 050 козаків. Цей документ засвідчив, що наказному гетьману Самусю особисто видали грошей і сукна на суму 1 000 злотих, його полковнику — 300, полковому осавулу — 40, хорунжому, писарю, судді та п'яти сотникам — по 30, чотирьом сотенним хорунжим — по 15, обозному — 30, довбушеві, двом трубачам і двом пушкарям — по 15. Всього на 479 козаків (окрім перерахованої старшини) було видано 5 748 злотих. Отже, кожен «рядовий» отримав по 12 злотих на руки. Разом з оцінкою виданого «сукна», «атласу», «паклаку» на козацький одяг загальна сума отриманих полками Самуся грошей становила 9 041 злотих.
Ймовірно, що у 1695 році був складений ще один реєстр козацького війська загальною кількістю 2 000 осіб, де кінний полк «Самуся гетьмана наказного» нараховував 600 козаків. Тут слід підкреслити, що складені наприкінці 80-х — середині 90-х років XVII століття реєстри (компути) не охоплювали всієї маси козацтва правобережної частини Українського гетьманату. Так, якщо, наприклад, згідно з компутовими та оплатними списками 1694—1695 років до полку гетьмана Самуся входило від 500 до 600 козаків, то насправді його полк складався з двох тисяч, а то й більше чоловік. Одним з підтверджень цьому була секретна інформація оголошена сенатській комісії у квітні 1695 року.
Протягом 1696 року Самусь лише чотири рази посилав своїх старшин і козаків до коронного гетьмана Яблоновського. В одному випадку, 24 березня, «брат Самуся гетьмана приїхав від Війська Запорізького в справах», в другому — «козаки Самуся привели язика» (26.IV), в третьому — «козак від Самуся прибув з листами» (10.VI), в четвертому — 13 листопада сотник Самуся і бунчужний отримали певну суму талерів. У цьому році наказний гетьман Самусь отримав від Яблоновського всього 827 тал.
Протягом 1693—1696 років, майже кожен рік, гетьман Самусь висилає козацькі делегації до короля Речі Посполитої, а інколи (у 1693 та 1694 рр.) особисто зустрічається з Яном III Собеським. Під час цих зустрічей обговорювалися різні проблеми функціонування козацьких інститутів на Правобережній Україні — представники гетьманської адміністрації вимагали від влади Речі Посполитої відновлення традиційних «прав і привілеїв».
Самуся постійно непокоїла думка щодо відновлення гетьманської влади на Брацлавщині та організацію там козацького устрою. У 1696 році він робить чергову спробу утвердитися в цьому регіоні України, розгромивши маєтки вінницького старости К. Лещинського в околицях Вінниці. За рік перед тим Самусь намагався укріпитися в Немирові та Шаргороді. 20 лютого 1696 року С. Яблоновський видав універсал до наказного гетьмана Самуся про те, щоб той вивів з маєтностей луцького єпископа Жабокрицького своїх козаків і заборонив їм у майбутньому займати ці землі.

### Козацько-шляхетський конфлікт
Козацько-шляхетське протистояння на Правобережній Україні закінчується тим, що сейм Речі Посполитої 1697 року скасовує «дозвільну постанову» щодо козацтва 1686 року, якою забороняє йому розміщатися в земських угіддях. Отже Самусь почав поступово втягатися у конфлікт з місцевою владою Речі Посполитої, який розпочався ще у 1688 році і до того часу уособлювався з українського боку, головним чином, спротивом полковника С. Палія. Але поки існувала реальна османсько-татарська загроза заволодіти Правобережжям, верховна влада Речі Посполитої в особі короля закривала очі на претензії гетьманів і полковників Війська Запорозького щодо встановлення своєї влади в Україні. Тим паче, що одночасно з «свавільствами» правобережні козаки продовжували нищити татарські загони як на власній території, так і на ворожих землях. 17 жовтня 1696 року Самусь повідомляв С. Палія про похід у Річ Посполиту 40-тисячної орди на чолі з кримським султаном і пропонував полковнику напасти на них в дорозі.
Перед цим, у липні, наказний гетьман повідомляв своїх полковників, насамперед Палія, про смерть багатолітнього патрона правобережного Війська Запорозького — короля Польщі, правителя Речі Посполитої Яна III Собеського. У зв'язку з цим козацтво почало хвилювалися щодо його наступника, адже, як би там не було, але саме завдяки цьому королю воно завдячувало своєму відновленню на землях Правобережної України (хоча, заради справедливості треба відзначити, що перед тим, у 1660-1670-х роках Ян Собеський доклав багато зусиль для знищення тут козацького устрою).
Протягом довгого часу шляхта Речі Посполитої не могла вибрати собі нового зверхника, а тому Самусь все відкритіше починає спілкуватися з гетьманом Лівобережної України Іваном Мазепою. Він неодноразово звертається до нього з листами, що містили різнопланові відомості військово-політичного характеру. Раніше статус наказного гетьмана від імені короля не дозволяв Самусеві напряму листуватися з лівобережним гетьманом і він домовився з С.Палієм, щоб той передавав його повідомлення до фастівського полковника Мазепі. Таким чином правитель останній знав про те, що відбувається не лише на Правобережжі, але й у Речі Посполитій.
Після того як сейм Речі Посполитої все ж таки спромігся обрати на королівський трон саксонського курфюрста Августа II полковники правобережного Війська Запорізького на чолі з Самусем одразу ж запевнили його у своїй вірності як «найяснішого Антесесора». Гетьман відправляє до Варшави посольство, яке б мало вирішити різні питання функціонування козацтва в межах українських воєводств Речі Посполитої. «Листи і посольство Вірності Твоєї перше до нас, приймаємо тим серцем панським, яке всім підданим у державі тим відкритим ласками і доброчинністю освідчити хочемо. Не потолкуєш Вірність твоя на особливу нашу прихильність, що послуги свої нам і Речі Посполитій зичливо і хвалебно при воєнних оказіях віддавати будеш… Уконтенування для молодців Війська Запорозького опираючись на звичай Речі Посполитої вже обчислене і до Львова спроваджені» , — писав Август II до Самуся 21 серпня 1698 р. у відповідь на його посольство. Також новообраний король дякував за присланого полоненого османа й запевняв наказного гетьмана у «доброчинних наших респектах».
Зважаючи на суперечки між королівською владою і сеймом Речі Посполитої, рішення і накази короля не поспішали виконувати у віддалених українських воєводствах. Шляхта Брацлавщини скаржилась на те, що Самусь разом зі своїми козаками збирає у їхніх маєтностях прибутки, а тому вони просили центральну владу очистити їхнє воєводство від «ребеліянтів». Відчуваючи натиск місцевої шляхти та військ регіментаря Б. Вільги, Самусь повідомляв 21 січня 1699 р. з Вінниці до І. Мазепи: «Прошу, щоб мені можна було із цього рубежу в ті сторони до Дніпра наближалися… адже пани поляки хочуть мене вигнати». Невдовзі так воно і сталося.
Червневий сейм 1699 року ухвалив постанову про знищення «козацької міліції» на Правобережній Україні. Виконуючи сеймове рішення на українські землі вирушило коронне військо, яке швидко заволоділо Немировом та Брацлавом (де розміщувалася полкова канцелярія А. Абазина), а також резиденцію наказного гетьмана Самуся — Вінницею. Туди увійшли 5 гусарських хоругов і 2 піхотні полки армії Речі Посполитої Саме тому частина Вінницького козацького полку була змушена була передислокуватися на Київщину, у район Богуслава. Тут Самусь заснував Богуславський полк.
Ще перед вступом хоругов Речі Посполитої в Україну Самусь як наказний гетьман організував посольство до Варшави, яке мало домовлятися про «спокійне перебування» козацтва в «своїх осідлостях». Однак козацькі посли на чолі з полковником З. Іскрою не були прийняті королем — їхні вимоги вислухала рада сенату. У розмові сенатори лише повторили зміст попередньої заборонної постанови й наголосили на тому, що старшині забороняється набирати до себе нових козаків.
«У такий спосіб Річ Посполита платила козакам за участь в її обороні» — оцінював поведінку коронної влади у 1699 р. польський історик Ю. Янчак. З свого боку зазначимо, що саме небажання політиків Речі Посполитої (а перед тим майже півстоліття точилася українсько-польська боротьба) визнати хоча б мінімальні політичні права за українським козацтвом знову штовхало останніх до боротьби проти владних структур Речі Посполитої. І хоча наступного року полк української кінноти з Правобережжя знову виступив на боці армії Августа II під час облоги нею Риги, іскра, що була вкинута у бочку з порохом на сеймі 1699 року невдовзі спалахнула величезним полум'ям — правобережне Військо Запорізьке очолюване наказним гетьманом Самусем відкинуло політику декламацій і компромісів й обернуло шаблі та мушкети проти своїх нещодавніх покровителів, які зі смертю короля Яна III Собеського відмовилися від своїх попередніх зобов'язань перед провідниками козацтва.

### Повстання Палія
Навесні 1702 року у Фастові відбулася козацька рада, куди традиційно були запрошені представники інших станів українського суспільства — від православної шляхти (серед них одну з головних ролей відігравав Д.Братковський), міщан (поряд з іншими їх репрезентував межигірський війт Ю.Косовський), нижчого духовенства (клеванський священик з Волині Іван). Від козацької старшини на раді виступили наказний гетьман Самусь, полковники Семен Палій, Захар Іскра та Андрій Абазин. Були вирішені наступні питання: 1) не вступатися з Правобережжя без боротьби й проводити агітацію серед місцевого населення, щоб збирати сили для антипольського повстання; 2) захопити найсильнішу фортецю Речі Посполитої Біла Церква; 3) у ході повстання заявити про об'єднання з Лівобережною Україною й провести об'єднавчу козацьку раду.
Безпосереднім поштовхом до збройного виступу стало те, що великий коронний обозний (очевидно не без дозволу самого короля) прислав до Богуслава свого представника й наказав «відібрати у нього Самуся військові клейноди, які після Могили йому в догляд вручені, як то: булаву, бунчук, печатку і п'ять гармат». Така неповага переповнила чашу терпіння козаків та їхнього гетьмана, який відмовився віддавати свої атрибути влади полякам. Не стерпівши образи, Самусь, як засвідчує джерело, «… тих присланих поляка і жидів до смерті побив, а потім до Корсуня: губернатора тамошнього і драгунію скільки було і жидів всіх смерті віддав же, також і в Лисянці то учинив». Свої жорстокі дії по відношенню до місцевої шляхти Речі Посполитої й верхівки єврейського населення Самусь пояснював тим, що від місцевого українського люду постійно «чув відчай», а тому мусив боротися за їхні права, які протягом багатьох десятиліть утискалися політичною й торговельно-економічною владою східних воєводств Речі Посполитої.

## Гетьман Правобережної України
Образи й прагнення повсталого козацтва (до яких долучилася й частина патріотично налаштованої православної шляхти та дрібного духовенства) були викладені гетьманом Самусем у документі під назвою «Маніфест до білоцерківської громади» та ряді листів — до гетьмана І.Мазепи, представників лівобережної старшини та правобережного козацтва. Так, наприклад, у листі Самуся Івановича, «Гетьмана українського» (саме так він був підписаний) до козацької старшини Поділля від 7 вересня 1702 року відзначалося: «…Цареві Московському і пану Гетьману Мазепі цілою душою присягнув … служити вірно на службі монаршій і регіментарській за весь народ православний Український, щоб від того часу ляхи з отчизн наших українських відійшли і вже більше на Україні не розпоряджалися…». Заява про підданство Петру І й І. Мазепі свідчила ні про що інше, як про бажання сполучити право- і лівобережну частини Українського гетьманату. Однак ні московський цар, ні його регіментар Мазепа не поспішали визнавати протекторат над правобережним козацтвом, з огляду на укладений «Вічний мир» між Річчю Посполитою й Московією. Протягом серпня-вересня Самусь неодноразово писав і відсилав своїх представників до лівобережного гетьмана, прохаючи допомоги, але той відповідав, що без наказу московського монарха не може цього зробити. Мазепа хоча й хотів об'єднати Україну, але на той час сподівався це зробити іншим шляхом — за допомогою міжнародних домовленостей Петра І й Августа II Сильного.
Розуміючи, що лівобережний уряд вагається щодо підтримки повстання, гетьман Самусь зібрав п'ятитисячне військо й вирішив самостійно атакувати Білу Церкву — 4 вересня він вже був біля її мурів. 12 вересня відбувся перший штурм, який завершився невдало, зважаючи на нестачу в козаків боєприпасів, озброєння та спеціальної техніки. Однак це не дуже засмутило Самуся, який вирішив досягти свого задуму мирним шляхом. Він звертається до білоцерківських міщан із закликом підтримати повстанців і перейти на їхній бік. «… Міщани не міщанами, через панщину велику милості не було. Вже і козак хоч найслухняніший, то нижчий у них, бо вже всім ярмо на шиї козацькі мали тією осінню остаточно бути» , — вказував на причини свого збройного виступу Самусь. Якщо вся Україна від Дніпра до Дністра підніметься на «ляхів», то вони швидко опиняться за давньою польсько-українською межею («по р. Случ») і скрізь запанують «вольності козацькі», — агітував білоцерківців козацький провідник. Він вирішив більше не атакувати місто, тим самим даючи його міщанам та гарнізону Речі Посполитої певний час на роздуми. Залишивши декілька тисяч козаків біля стін Білої Церкви, Самусь разом з основними силами вирушає у напрямку Вінниччини для сполучення з брацлавським полковником А.Абазином (який перед тим відвоював Брацлав) і визволення від присутності Речі Посполитої подільських міст і містечок.
14 жовтня Самусь звернувся до великого коронного гетьман Є.Любомирського з листом, в якому говорив, що «вольностей згідно з правом нашим не маємо в Україні», а вже 26 жовтня повстанці розгромили коронні війська та частини посполитого рушення Я.Потоцького й Д. Рушиця під Бердичевом. Протягом жовтня-листопада козацькі підрозділи Самуся, А. Абазина, С. Палія, М. Омельченка, З. Іскри заволоділи такими містами, як Вінниця, Немирів, Котельня, Бердичів, Бихів, Бар, Дунаєвці, Шаргород, Буша, Рашків, Калюс та іншими. Колишня столиця правобережних гетьманів Ю. Хмельницького, С. Куницького, А. Могили, Гришка містечко Немирів було атаковане з двох боків: самусеві козаки штурмували з півночі, абазинцеві — з півдня. Місцева залога боронилася три дні. Четвертого дня козаків підтримали міщани, які розпочали боротьбу з поляками в самому місті. Таким чином був опанований Немирів, звідки Самусь вивіз 12 гармат. Отже, зважаючи на попередні здобутки, козацька влада охопила протягом невеликого проміжку часу більшу частину Правобережжя — Київщину, Східне Поділля й навіть окремі райони Західної Волині та Галичини.
Такий стрімкий розвиток подій занепокоїв короля Речі Посполитої і змусив його видати універсал до Самуся й «усього козацького війська» з наказом не «узурпувати» Україну, перестати бунтувати й розійтися по домівкам. Окрім того пропонував направити українську войовничість проти спільного ворога — шведів, які на чолі з Карлом XII Густавом увійшли до Речі Посполитої. Також Август II Сильний обіцяв правобережному козацтву, що призначить спеціальних комісарів, які б вивчили (?) завдані йому «кривди». Начебто король не був ознайомлений з політикою утисків козаччини і взагалі українського люду в попередні роки! Саме тому Самусь вже не довіряв своєму колишньому патрону, який перед тим наказав відібрати у нього гетьманські клейноди.
А як реагував на тогочасні події в Україні інший впливовий монарх — московський цар Петро І ? У грудні 1702 року він звертається з листом особисто до Самуся (якого називає «Самусь Іванов») та С.Палія й пропонує їм звільнити завойовані правобережні міста на користь поляків, при цьому зовсім нічого не згадуючи про можливість своєї протекції над Правобережною Україною. На початку наступного року в листі до Августа II Сильного цар писав: «Також що і не належало було нам, Великому Государю, до них, Самуся і Палія [писати], тому що вони піддані Вашої Королівської Величності і Речі Посполитої, про те наші, Великого Государя грамоти послали, щоб вони від цього злого бажання перестали». Отже, сподівання Самуся на підтримку московського монарха і втягнення Москви до українсько-польського конфлікту не справдилися.

### Завоювання Білої Церкви
Хоча віра повстанців і їхнього керівництва в «доброго православного царя» танула на очах, вони не збиралися відступатися від своїх задумів. Облога Білої Церкви, яка тривала з 2 вересня, завершилася капітуляцією залоги Речі Посполитої перед десятитисячним козацьким військом 10 листопада. До рук гетьмана Самуся і його прибічників потрапили великі трофеї: 28 гармат, 11 бочок пороху, 2 бочки сірки, 6 тис. великих і 10 тис. малих ядер, кількасот гранат, свинець, різна військова зброя, амуніція, припаси тощо. Того ж дня Самусь відсилає листа до І.Мазепи з повідомленням про взяття фортеці Речі Посполитої «українською зброєю» й пропонує останньому направити до Білої Церкви «якусь знатну надійну людину» на посаду коменданта та «людей з сотню — другу, які б перебували в місті на правах залоги». У цій справі лівобережний гетьман 20 листопада звертається за дозволом до Петра І, але натомість не отримує від царя ніякої відповіді.
Взяття Білої Церкви козацькими військами стало кульмінацією у розгортанні повстання на Правобережній Україні. Вже на початку наступного, 1703 р., сюди вступає 15-тисячна коронна армія на чолі з польним гетьманом А. Сенявським. Він відвойовує в Самуся Бар, Хмільник, Немирів і починає підготовку до штурму Білої Церкви. Правобережний гетьман знову (вже вкотре!) звертається за військовою допомогою до Мазепи, але не одержує її в повному обсязі — лівобережний правитель надіслав лише незначну кількість боєприпасів та грошей.
Зібравши розрізнені козацькі загони, Самусь вирішив дати бій хоругвам Речі Посполитої під Старокостянтиновом. Але більш чисельні сили противника під керівництвом Юзефа Потоцького та Януша Вишневецького розгромили повстанців, які втратили вбитими й пораненими близько півтори тисячі чоловік. За свідченнями сучасників, після цієї битви Самусь «в силі своїй став слабий». У січні-лютому 1703 року козацький устрій на подільських землях був повністю розгромлений. Самусь разом з уцілілими підрозділами відходить до Білої Церкви, де разом з С. Палієм вирішує боротися до останнього. «Старшину бунтівників у більшій частині страчено, тільки Самуся не можемо дістати», — повідомляли у квітні того ж року воєначальники Речі Посполитої. У цей час гетьман та правобережні полковники укріплювали Білу Церкву, Богуслав, Фастів і Корсунь.
Розуміючи, що в цих старовинних козацьких містах повстанців буде перемогти важче, владні структури Речі Посполитої знову вдалися до дипломатичних заходів. Ще 12 січня Август II Сильний звертається до Петра І з проханням заборонити лівобережним козакам переходити на Правобережжя для допомоги Самусю (а такі випадки були непоодинокими), а також карати тих, хто вже взяв участь у повстанні. Московський цар відразу ж реагує на це звернення короля і 25 лютого відсилає до правобережної козацької старшини лист, в якому, зокрема, говорилося: «… а тобі, кінному Охотницькому Полковникові (Палію. — Т. Ч.) і кінному Охотницькому Полковнику Самусю Іванову, якщо б і кривда яка з боку Його Королівської Величності від кого була, і про те довелося бити чолом Його Королівській Величності, і ті б всі противності заспокоєні були добрим охороненням заспокоєнням всенародним…, а від початого свого противного на сторону Королівської Величності наміри перестали».
Крім того, між Річчю Посполитою та Московією розпочинається переговорний процес, метою якого було укладання військово-політичного союзу. Поряд з повстанням на Правобережній Україні, причиною початку цих переговорів стало вторгнення до Речі Посполитої шведських військ Карла XII Густава, який мав далекосяжні плани щодо утвердження свого впливу в цьому регіоні Європи. 30 серпня 1704 р. польські та московські дипломати уклали т. зв. Нарвський трактат, згідно з яким «українське замішання» й «узурпація» влади козацькою старшиною мали бути придушені спільними зусиллями обох сторін, а цар отримує право ввести свої війська на Правобережжя .

### Об'єднання України
1 січня 1704 року, Самусь спільно з 15 старшинами вирушив на Лівобережжя для зустрічі з Іваном Мазепою. Метою цього «посольства» була передача Самусем лівобережному регіментареві своїх клейнодів, а отже, такою дією було б визнано єдиного гетьмана з «обох боків Дніпра». Також «тогобічні» полковники хотіли просити Мазепу про гетьманські універсали для їхніх полків на Правобережжі. Спочатку Самусь побував у Переяславі, де мав зустріч з місцевим полковником І.Мировичем. Потому він рушив у напрямку Батурина й на деякий час зупинився в Ніжині. Саме тут його застав присланий Мазепою осавул з наказом гетьмана залишити привезені клейноди в Ніжині або забрати їх назад. Лівобережний гетьман відмовився їх взяти з огляду на те, що вони були надані королем Речі Посполитої і їхнє прийняття означало б порушення умов московсько-польського «Вічного миру». Таким чином, Самусю нічого не залишалося, як повернутися на Правобережжя.
Але невдовзі проблема об'єднання України під єдиною гетьманською булавою вирішилася зовсім іншим шляхом. У зв'язку з шведською загрозою, Август II Сильний запросив Петра І надати йому посильну військову допомогу. Московський монарх у свою чергу наказав правителю лівобережного Українського гетьманату вирушити на Правобережну Україну для об'єднання з військами Речі Посполитої. У травні 1704 р. здійснилася давня мрія І.Мазепи та Самуся про злучення «обох боків Дніпра» — лівобережні козацькі полки вступили на Правобережжя. Вже в 20-х числах травня Самусь разом з С. Палієм та З. Іскрою приєднався до підрозділів Мазепи. 15 червня в таборі поблизу Паволочі Самусь передав тепер вже «обобічному» гетьману свої клейноди — булаву, бунчук і королівський універсал на гетьманство. Цю подію занотував у своєму літописі гадяцький полковник Григорій Граб'янка.
І.Мазепа залишив Самуся на посаді полковника Богуславського полку, а також наказав йому виділити дві сотні досвідчених вояків, які б увійшли до складу гарнізону Білоцерківської фортеці. У червні 1705 р. розпочалася нова бойова операція лівобережного козацького війська. За наказом Петра І 40-тисячна армія під керівництвом І.Мазепи рушила в напрямку Львова. У цьому поході брали участь і богуславські козаки на чолі з Самусем. Досягнувши кордонів Белзького воєводства, гетьманський уряд тим самим поширив свою владу на всю територію Правобережної України. І хоча урядовці Речі Посполитої виступали проти цього, до кінця липня 1708 р. (цього місяця гетьман разом з військом покинув терени Правобережжя) тут під захистом І.Мазепи урядувала місцева козацька старшина. До існуючих Корсунського, Білоцерківського, Богуславського і Брацлавського полків приєдналися відроджені Уманський, Чигиринський та Могилівський.
Полковник Самусь продовжував боротьбу зі шляхтою, а тому поляки неодноразово вимагали передачі їм тієї території України, яка, згідно з договором 1686 р., відійшла до Речі Посполитої. Звертаючись до Петра І, вони в лютому та липні 1707 р. пропонували йому арештувати Самуся, як це було зроблено раніше з С.Палієм. І хоча тоді московський уряд не прислухався до порад своїх союзників, він все-таки пішов на цей крок трохи згодом і вже за зовсім інших політичних обставин. Натомість Самусь залишався на чолі свого полку і протягом 1708 — першої половини 1711 рр., захищаючи «права і привілеї» населення Богуславщини. На жаль, з огляду на відсутність повноцінних джерел, не маємо більш повної інформації про цей період його життя та діяльності. Знаємо лише, що він підтримав прихід на Правобережжя наступника Мазепи гетьмана П.Орлика й розповсюджував серед українського населення його «закличні» універсали.

### Самусь і Пилип Орлик
У березні 1711 року, відразу ж після переходу козацькими військами Орлика Дністра, полковник Самусь посилає до Орлика своїх представників, а згодом приєднується до нього з усім складом полку під Білою Церквою. Невдалі штурми колись завойованої Самусем правобережної фортеці, яка тепер знову опинилася в руках поляків, спричинили відхід П.Орлика до Бендер. Полковник Самусь не захотів покидати України й у квітні 1711 року обороняв Богуслав від більш чисельних сил командувача московських військ М. Голіцина, що діяв на Правобережжі спільно з підрозділами польного гетьмана А. Синявського. Під час довготривалого й жорстокого бою московити змогли оточити козацькі полки й полонити Самуся з сином, а також брата К. Гордієнка й майже всю старшину Богуславського й Корсунського полків. Очевидець того бою засвідчував, що, незважаючи на втрату керівництва, українці й далі мужньо оборонялися — зброю до рук брали навіть старі та діти.

## Значення діяльності
Протягом останніх десятиліть XVII століття правобережні козацькі полки брали участь майже у всіх військових діях, які проводила Річ Посполита проти Османської імперії та залежних від неї держав. Крім того, європейська програма дій, вироблена країнами, що входили до антиосманської «Священної ліги», передбачала самостійні походи українського козацтва проти османів і татар. Зважаючи на це, правобережні полки під керівництвом С. Самуся та інших полковників близько півтора десятка разів разом із лівобережними козаками здійснювали великі антиосманські операції.
Колонізуючи землі Київщини, Брацлавщини та Східного Поділля, козацька старшина відновлювала й запроваджувала традиції формування місцевої адміністрації періоду Української революції. Одержавши в середині 80-х рр. королівські привілеї на освоєння спустошених земель, полковники в наступні роки почали легітимізувати ними свою владу над територіями, де розміщувалися їхні полки. З часом органи козацького самоврядування перетворювалися на державні структури Українського гетьманату, які існували тут у 1648-1676 роках й були знищені у другій половині 70-х — на початку 80-х рр. XVII століття. Отримуючи матеріальну допомогу від уряду Речі Посполитої й визнаючи зверхність монарха Речі Посполитої (якого українські провідники традиційно «лякали» протекцією московського царя), правобережне Військо Запорозьке поступово й самочинно, з точки зору уряду Речі Посполитої, трансформувалося в автономну державно-політичну структуру. Такий процес «узурпації» влади на Правобережжі сприяв її об'єднанню з лівобережною частиною Українського гетьманату. Цьому сприяла й політика Шведського королівства у цьому регіоні Центрально-Східної Європи.

## Доля та пам'ять

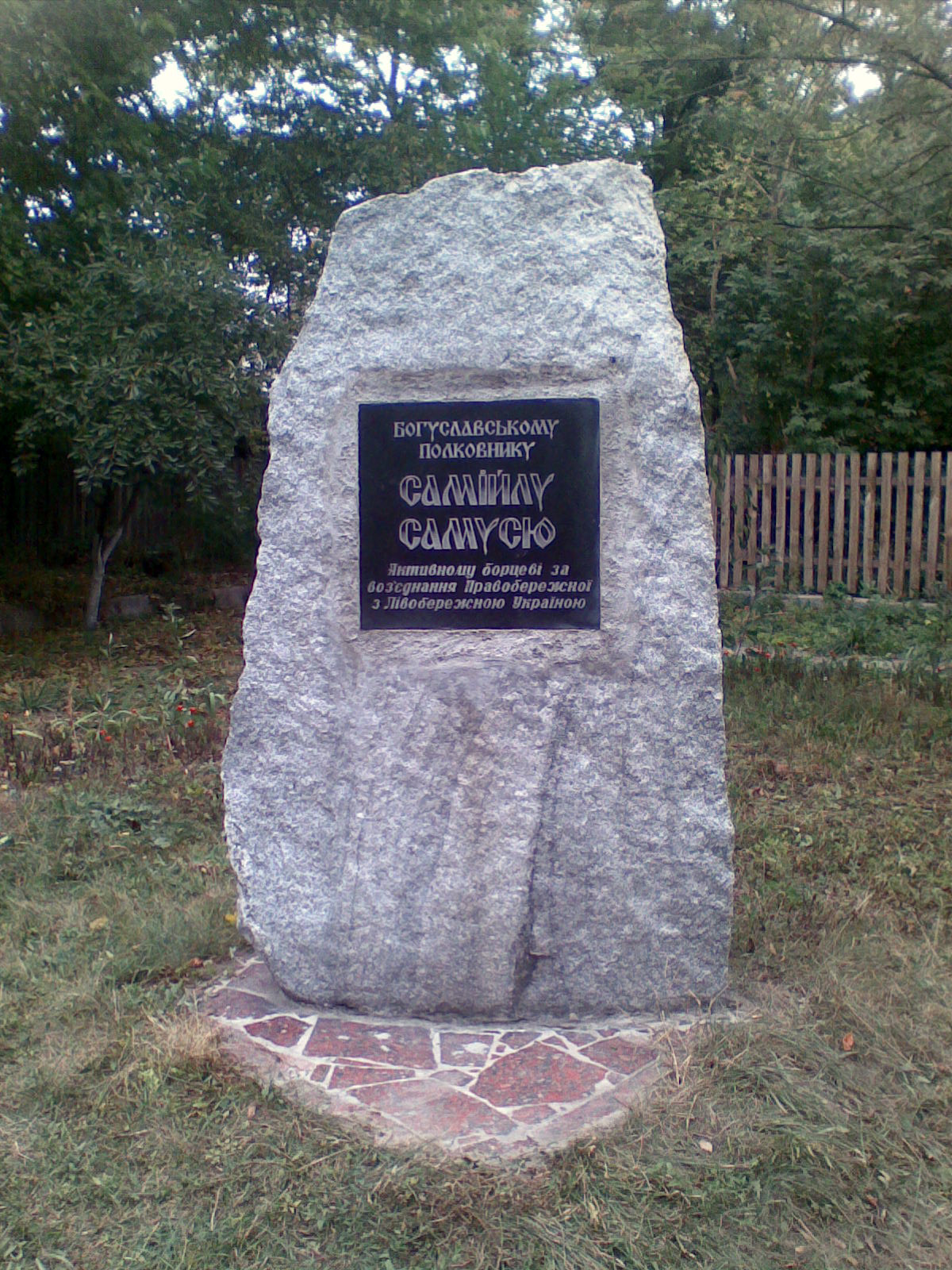
Пам'ятник Самійлу Самусю у м. Богуслав Київської області

Правобережний гетьман Самусь повторив долю свого соратника С.Палія і був арештований та висланий за наказом московського уряду до Сибіру, але, мабуть, через декілька років відпущений до України. Знаємо також про те, що у 1713 року він заповів Свято-Межигірському монастирю, що під Києвом, свій «млин в Богуславі, що нижче нового мосту», а також ліс, сади і власну землю. До речі, Самусь, як і багато інших тогочасних провідників Українського гетьманату відзначався великим меценацтвом й опікою щодо церкви. На початку XVII століття на свої кошти він заснував на березі р. Рось Богуславський монастир, неодноразово дарував цінні речі й гроші для багатьох київських храмів. Поховати себе він заповідав у Межигір'ї, для чого дав на потреби місцевого монастиря 300 червінців «за свій похорон і поминання». Коли вмер довголітній полковник Війська Запорізького та гетьман правобережного козацтва достеменно невідомо, можливо, це трапилося не пізніше 1715 року Його було поховано в Свято-Межигірському монастирі під Києвом.
Пам'ять про славетного запорозького козака Самуся, який був спочатку полковником Вінницького (1685—1699), а потім Богуславського (1699—1711) полків, виконував обов'язки наказного гетьмана від імені короля (1693—1702), тримав булаву «Гетьмана Українського» (1702—1704) й керував «другою Хмельниччиною» жила серед нашого народу ще багато століть після його смерті. Ще наприкінці XVIII століття на Полтавщині існувало село Самусівка, де проживав правнук гетьмана, значковий товариш Іван Якович Самусь. Він був сином внука Самуся, Якова Степановича, який довгий час був одним із сотників Лубенського полку. Відомо, що на початку XX століття одна з доріг на Київщині носила історичну назву «Шлях Самуся». Цей історичний шлях тягнувся від містечка Обухова до сіл Тростянка і Яцки й зникав в степах коло Ксаверівки. «Стара дорога є у великім пошануванні у людей» , — записав у своїх нотатках відомий краєзнавець Едвард Руліковський. У людській пам'яті залишилися певні асоціації з цим шляхом — місцеві жителі казали, що він служив кордоном від Речі Посполитої.
Вулиці Самійла Самуся є в Богуславі та Вінниці.